# Stefan Sękowski (chemik)
Stefan Sękowski (ur. 26 maja 1925 we Lwowie, zm. 24 maja 2014 w Warszawie) – polski chemik, popularyzator nauki, znany najbardziej z serii tekstów prasowych i książek popularnonaukowych dla chemików-amatorów. Żołnierz Armii Krajowej, współpracownik KSS KOR.

## Życiorys
W czasie II wojny światowej był żołnierzem Armii Krajowej, uczestniczył w powstaniu warszawskim. Po upadku powstania został aresztowany i osadzony w obozie w Sandbostel, z którego uciekł i wstąpił do 1 Dywizji Pancernej gen. Maczka. W roku 1947 powrócił do Polski. W 1952 ukończył studia chemiczne na Uniwersytecie Warszawskim. Od 1977 był współpracownikiem KSS KOR. Za działalność opozycyjną aresztowany w 1978 i zwolniony z pracy w Instytucie Mechaniki Precyzyjnej, do którego powrócił po Sierpniu 1980.
Na emeryturze od 1990. W roku 1997 uhonorowany przez Polskie Towarzystwo Chemiczne Medalem Jana Harabaszewskiego.

## Życie prywatne
Syn Stanisława Sękowskiego z Woysławia, herbu Prawdzic i Wandy z Wydżgów herbu Jastrzębiec z Wożuczyna, wnuk Stefana Sękowskiego, posła na Sejm Krajowy Galicji.
Z małżeństwa z Aleksandrą Janiną Diermajer (ur. 27 maja 1929 w Warszawie), sanitariuszką w Grupie Bojowej "Krybar" w powstaniu warszawskim, miał dwóch synów: Andrzeja i Janusza.

## Działalność popularyzatorska
Od 1952 r. publikował artykuły w Młodym Techniku, gdzie redagował sekcję z opisami doświadczeń chemicznych, które można wykonać bezpiecznie w domu. W 1967 otrzymał Nagrodę „Problemów” za osiągnięcia w dziedzinie popularyzowania nauki.
Napisał wiele książek dla młodzieży i poradników, w większości wznawianych, m.in.:
- Seria Chemia dla ciebie (Wydawnictwa Szkolne i Pedagogiczne):
  1. Galwanotechnika domowa (1963; Państwowe Zakłady Wydawnictw Szkolnych, od drugiego wydania Wydawnictwa Naukowo-Techniczne)
  2. Ciekawe doświadczenia (1964)
  3. Na wszystko jest rada (1965)
  4. Z tworzywami sztucznymi na ty (1966)
  5. Elektrochemia domowa (1966)
  6. Moje laboratorium część I (1967)
  7. Ciekawe doświadczenia część II (1971)
  8. Pierwiastki w moim laboratorium (1973)
  9. Elementarz chemii organicznej (1974)
  10. Moje laboratorium część II (1978)
  11. Fotochemia domowa (1980)
  12. Bazar chemiczny (1982)
  13. Drugi bazar chemiczny (1987)
  14. Na przełaj przez chemię (1989)
  15. Rozmaitości chemiczne (1991)
  16. Pierwiastki w moim laboratorium – ciąg dalszy (1992)

- Wybrane pozostałe (chronologicznie):

- Od ogniska do świetlówki (1955; Wiedza Powszechna)
- Próżnia (1955; Nasza Księgarnia)
- Serce i retorta, czyli żywot chemii poświęcony (1957; razem ze Stefanem Szostkiewiczem; Wiedza Powszechna)
- W świecie sztucznych tworzyw (1957; razem ze Stefanem Szostkiewiczem, Wiedza Powszechna, )
- Kauczuk wczoraj i dziś (1958; PZWS)
- Sucha fotografia. Kserografia (1959; Wiedza Powszechna/Sztandar Młodych)
- Chemia wokół nas (1962; razem z Adamem Hulanickim; Wiedza Powszechna)
- W promieniach nadfioletu (1963; Wiedza Powszechna)
- Chemik szuka (1964; Nasza Księgarnia)
- Świat tworzyw sztucznych (1965; Wiedza Powszechna)
- Walka z korozją trwa (1965; Wiedza Powszechna)
- W trop za węglem (1971; PZWS)
- Chroń swój samochód przed korozją (1972; razem z Jerzym Zawadzkim i Jerzym Iwanowem; Wydawnictwa Naukowo-Techniczne)
- Efektowna chemia (1973; Wydawnictwa Naukowo-Techniczne)
- Chemia na co dzień (1982; Nasza Księgarnia)
- ABC klejów i klejenia (1986; Nasza Księgarnia)
- Amatorskie zdobienie szkła (1987; razem z Aleksandrą Sękowską; Wydawnictwa Naukowo-Techniczne)
- Chemia dla kolekcjonera amatora (1989; razem z Aleksandrą Sękowską, Nasza Księgarnia)
- Na przełaj przez chemię (1989; Wydawnictwa Szkolne i Pedagogiczne)
- Kleje w naszym domu (1991; razem z Aleksandrą Sękowską; Wydawnictwa Naukowo-Techniczne)
- Rozmaitości chemiczne (1991; Wydawnictwa Szkolne i Pedagogiczne)